# 大衛·克羅斯比
大衛·范·科特蘭德·克羅斯比（英語：David Van Cortlandt Crosby，1941年8月14日—2023年1月18日）為一名美國創作歌手與吉他手，除了他的個人事業外，他還是飞鸟乐队和克羅斯比、史提爾斯與納許的創始成員。
克羅斯比於1964年加入飛鳥樂隊。該樂隊以錄製了鲍勃·迪伦的〈Mr. Tambourine Man〉的翻唱版本而在1965年4月的榜單上奪得榜首。克羅斯比出現於飞鸟的前五張錄音室專輯中，以及原陣容的1973年回歸專輯。1967年，克羅斯比在蒙特雷流行音樂節上與水牛春田的史蒂芬·史提爾斯一起登台表演，兩人不久後於1968年與赫里斯的格雷厄姆·納許組成克羅斯比、史提爾斯與納許。在發行了首張專輯後，他們贏得了1970年次的格萊美獎最佳新人。尼爾·楊在他們錄製第二張專輯《Déjà Vu》以及他們在胡士托音樂節的現場演出（同時也是CSN的第二場現場演唱會）之前加入了現場表演組。
由克羅斯比創作或共同創作的作品包括飛鳥樂隊的〈Lady Friend〉、〈Why〉、〈Eight Miles High〉和克羅斯比、史提爾斯與納許的〈Guinnevere〉、〈Wooden Ships〉、〈Shadow Captain〉、〈In My Dreams〉。他也為克羅斯比、史提爾斯、納許與尼爾·楊的1970年專輯《Déjà Vu》寫下了〈Almost Cut My Hair〉和同名歌曲〈Déjà Vu〉。他以另類的吉他定弦和爵士樂的色彩聞名。他已經發行了六張個人專輯，其中五張上過熱銷榜。此外，他與中的兒子詹姆斯·雷蒙組成了一支爵士樂三重奏樂團CPR。克羅斯比所參與的飛鳥/CSN(Y)的專輯已經售出了超過3500萬份。
克羅斯比曾兩次入選搖滾名人堂：第一次是作為飛鳥樂隊的成員，第二次是作為CSN的成員。他所參與的五張專輯包含在滾石雜誌五百大專輯中，2張是飛鳥樂隊的，3張是CSN的。他在政治上的直言不諱，使他被認為是1960年代反文化運動的象徵之一。
2019年7月，由導演卡梅伦·克罗指導製作，關於大衛·克羅斯比的傳記紀錄片《David Crosby: Remember My Name》在全美上映。

## 出版物
- Crosby, David; Carl Gottlieb. . Da Capo Press. 2005. ISBN 0-306-81406-4.
- Crosby, David; Carl Gottlieb. . Berkeley. 2007.
- Crosby, David; David Bender. . HarperOne. 2000.

## 外部鏈結
- 官方网站
- 大衛·克羅斯比在互联网电影资料库（IMDb）上的資料（英文）
- 大衛·克羅斯比/CPR
- 克羅斯比與納許
- CSN的官方網站（页面存档备份，存于）
- CSNY的官方網站（页面存档备份，存于）
- 4WaySite – CSNY的粉絲網站 （页面存档备份，存于）
- Mighty Croz cannabis brand （页面存档备份，存于）
- C-SPAN內的頁面（英文）